# Premios Nacionales (Costa Rica)
Los Premios Nacionales son los máximos galardones que entrega cada año el Ministerio de Cultura y Juventud de la República de Costa Rica en reconocimiento a la trayectoria de personas, grupos y organizaciones en campos de las Artes, las Ciencias, la Cultura y el Periodismo. Fueron creados por Ley de la República en el año 1961.
Adicionalmente, se entrega el Premio Nacional de Cultura Magón, como reconocimiento de la Patria a un ciudadano por la labor de toda una vida en el campo de la cultura.
Entre los años 1961 y 2014, se entregó el Premio Nacional Aquileo J. Echeverría a obras en poesía, cuento, novela, ensayo, teatro, historia, categoría de no ubicable, artes plásticas y música. Posterior al año 2014, se otorga únicamente en las categorías de novela, cuento, poesía, ensayo y dramaturgia.
A partir del año 2015, se reformularon mediante la ley N.º 9211 Ley sobre Premios Nacionales de Culturapara incluir las siguientes categorías: Premio Nacional de Cultura Magón, Premio Nacional al Patrimonio Cultural Inmaterial Emilia Prieto, Premio Nacional Francisco Amighetti (Artes Visuales), Premio Nacional Amando Céspedes Marín (Artes Audiovisuales), Premio Nacional Mireya Barboza (Danza), Premio Nacional Carlos Enrique Vargas (Música), Premio Nacional Ricardo Fernández Guardia (Teatro), Premio Nacional Aquileo J. Echeverría, Premio Nacional Luis Ferrero Acosta, de Investigación Cultural, Premio de Gestión y Promoción Cultural, Premio Nacional Pío Víquez (Periodismo).

## Descripción de los premios

### Premios en Ciencia y Tecnología
A partir de 1977 el Ministerio de Ciencia y Tecnología (MICIT) y el Ministerio de Cultura, Juventud y Deportes (MCJD) de Costa Rica, otorgaron el Premio Nacional de Ciencia y de Tecnología Clodomiro Picado Twight, como estímulo y reconocimiento de la labor científica y tecnológica de los ciudadanos costarricenses. El premio fue modificado en junio del 2000, dividiéndose a partir del siguiente año en dos categorías: el Premio Nacional de Ciencia "Clodomiro Picado Twight" y el Premio Nacional de Tecnología "Clodomiro Picado Twight", los cuales también se otorgan anualmente y son entregados en conjunto con los otros Premios Nacionales.

### Premios Nacionales de Cultura a partir del 2015[1]
Premio Nacional de Cultura Magón: 
Constituirá un reconocimiento sin discriminación de formatos, géneros, estilos, áreas de desempeño disciplinario u otras similares, a aquella trayectoria cultural de toda una vida. Será coordinado administrativamente por la Dirección de Cultura. Este galardón podrá otorgarse una sola vez por una o un mismo beneficiario; sin embargo, esta persona sí podrá ser considerada como beneficiaria de otros premios nacionales en diferentes categorías.
Premio Nacional al Patrimonio Cultural Inmaterial Emilia Prieto
Constituirá un reconocimiento a la labor cultural de toda una vida que haya evidenciado un decidido nivel de aporte al fortalecimiento del entorno y el desarrollo cultural costarricense, dentro de alguna de las siguientes expresiones culturales: 1) tradiciones y expresiones orales, incluido el idioma como vehículo del patrimonio cultural inmaterial; 2) artes del espectáculo; 3) usos sociales y rituales, y actos festivos; 4) conocimientos, procedimientos y usos relacionados con la naturaleza y el universo; 5) técnicas artesanales tradicionales. Será coordinado administrativamente por el Centro de Conservación e Investigación del Patrimonio Cultural. Este galardón podrá ganarse una sola vez por una o un mismo beneficiario; sin embargo, esta persona sí podrá ser considerada como beneficiaria de otros premios nacionales en diferentes categorías.
Premios nacionales de arte
Constituirán tres reconocimientos, sin discriminación de formatos, géneros ni estilos, a aquella labor creativa que haya destacado de entre sus homólogas, con pública calidad en la disciplina correspondiente durante el año inmediato anterior, en razón de que, además de su trayectoria y alto grado de excelencia, evidenció un aporte al fortalecimiento del entorno cultural costarricense, en las siguientes disciplinas artísticas
1) Premio Nacional Francisco Amighetti, de Artes Visuales, administrado por el Museo de Arte Costarricense.
2) Premio Nacional Amando Céspedes Marín, de Artes Audiovisuales, administrado por el Centro Costarricense de Producción Cinematográfica.
3) Premio Nacional Mireya Barboza, de Danza, administrado por el Teatro Popular Melico Salazar.
4) Premio Nacional Carlos Enrique Vargas, de Música, administrado por el Centro Nacional de la Música.

5) Premio Nacional Ricardo Fernández Guardia, de Teatro, administrado por el Teatro Popular Melico Salazar.
Premio Nacional Aquileo J. Echeverrría
Constituirá un reconocimiento económico en los géneros de novela, cuento, poesía, ensayo, dramaturgia, que haya destacado de entre sus homólogas, en el área de literatura durante el año inmediato anterior, y un decidido nivel de aporte al fortalecimiento del entorno cultural costarricense. Este galardón será coordinado administrativamente por el Colegio de Costa Rica.
Premio Nacional Luis Ferrero Acosta, de Investigación Cultural
Constituirá un reconocimiento económico, sin discriminación de formatos, géneros ni estilos. Su abordaje puede ser desde cualquiera de las ramas de las ciencias sociales contenida en libros y documentos, formatos no tradicionales debidamente publicados, que haya destacado de entre sus homólogas, en el área correspondiente durante el año inmediato anterior, y un decidido nivel de aporte al fortalecimiento del entorno cultural costarricense. Este galardón será coordinado administrativamente por la Dirección de Cultura.
Premio de Gestión y Promoción Cultural
Constituirá un reconocimiento económico, sin discriminación de formatos, géneros ni estilos, a la trayectoria de personas físicas o jurídicas dedicadas al estímulo y el desarrollo de proyectos culturales. Estas labores incluyen el trabajo de campo necesario para el fomento de la organización y participación social, para la consecución de los recursos necesarios para la expresión, la recuperación, la producción, la valorización, la revalorización, la identificación y el intercambio de fenómenos culturales.
Premio Nacional Joaquín García Monge, de Comunicación Cultural
Constituirá un reconocimiento económico, sin discriminación de formatos, géneros ni estilos, a la labor de divulgación y promoción de los valores culturales costarricenses que haya destacado de entre sus homólogas, con pública notoriedad en el área correspondiente durante el año inmediato anterior, en razón de que, además de su trayectoria y alto grado de excelencia, evidenció un decidido nivel de aporte al fortalecimiento del entorno cultural costarricense. Este premio será administrado por la Dirección de Cultura
Premio Nacional Pío Víquez
Constituirá un reconocimiento económico, sin discriminación de formatos, géneros ni estilos, con pública notoriedad en el área de periodismo durante el año inmediato anterior, en razón de que, además de su trayectoria y alto grado de excelencia, evidenció un decidido nivel de aporte al fortalecimiento del entorno periodístico de nuestro país. Este galardón será coordinado administrativamente por la Dirección de Cultura.

## Listas de Ganadores

### Lista de Ganadores 2019[3]
| Categoría                                                                               | Ganador |
| --------------------------------------------------------------------------------------- | --- |
| Premio Nacional Francisco Amighetti de Artes Visuales Categoría Bidimensional           | Osvaldo Sequeira Araya, por la exposición “SER/HUMANO”. |
| Premio Nacional Francisco Amighetti de Artes Visuales Categoría Tridimensional          | Adrián Arguedas Ruano, por la obra “El aprendiz” |
| Premio Nacional Francisco Amighetti de Artes Visuales en Otras Categorías               | Andy Retana Bustamante, por la exposición “Fragmentos” |
| Premio Nacional Amando Céspedes Marín Categoría Mejor Película                          | “Ceniza Negra”, el largometraje de Sofía Quirós |
| Premio Nacional Amando Céspedes Marín Categoría Dirección                               | “Apego”, la película de Patricia Velázquez |
| Premio Nacional Amando Céspedes Marín Categoría Mejor Realización Conceptual            | “Cuerpo” de la serie “Antes en perspectiva”, de Esteban Richmond |
| Mención Honorífica Premio Nacional Amando Céspedes Marín                                | en la categoría de Mejor Película a Antonela Sudasassi, por “El despertar de las hormigas”; 2) en la categoría de Realización Conceptual al largometraje documental “Queremos tanto a Bruno”, de Ernesto Jara                  |
| Premio Nacional de Danza Mireya Barboza Categoría Mejor Interpretación Escénica         | Wendy Chinchilla Araya, por la participación en la coreografía “Vida” |
| Premio Nacional de Danza Mireya Barboza Categoría Mejor Dirección Coreográfica          | Yul Gatjens, por la coreografía “Amantes Flamantes” |
| Premio Nacional de Danza Mireya Barboza Categoría Mejor Diseño Escenográfico            | Álvaro Piedra Romero, por “Cicatriz" |
| Premio Nacional de Música Carlos Enrique Vargas Categoría Ejecución                     | Orquesta Sinfónica de la Universidad de Costa Rica |
| Premio Nacional de Música Carlos Enrique Vargas Categoría Composición                   | Sergio Delgado Rodríguez, por su obra “Nocturnos a Debravo” |
| Premio Nacional de Música Carlos Enrique Vargas Categoría Dirección Musical             | Carlomagno Araya Morera |
| Premio Nacional de Teatro Ricardo Fernández Guardia Categoría Mejor Diseño Escénico     | de manera compartida a: 1. Norman “Tito” Fuentes, 2. Michelle Canales, 3. Francesco Bracci, 4. David Rojas, por el espectáculo “La Balada Post Futurista de los Moluscos”                                                      |
| Premio Nacional de Teatro Ricardo Fernández Categoría Mejor Actuación                   | de manera compartida a: 1. Silvia Baltodano Esquivel por “Cabaret”; 2. Zoraya Mañalich Mendia por “El Señor de las Moscas”. |
| Premio Nacional de Teatro Ricardo Fernández Categoría Mejor Dirección                   | Gladys Alzate Quintero por “La Balada Post Futurista de los Moluscos” |
| Mención Honorífica Premio Nacional de Teatro Ricardo Fernández                          | Daniel Alarcón Villamizar, por el diseño sonoro de la propuesta elaborada en el espectáculo “Nido de Águilas”. |
| Premio Nacional de Literatura Aquileo J. Echeverría Categoría Dramaturgia               | “La Balada Post Futurista de los Moluscos”, del autor Bryan Vindas |
| Premio Nacional de Literatura Aquileo J. Echeverría Categoría Poesía                    | “Búscame en la palabra”, de la escritora Arabella Salaverry |
| Premio Nacional de Literatura Aquileo J. Echeverría Categoría Cuento                    | “Atrevidas”, de Camila Schumacher |
| Premio Nacional de Literatura Aquileo J. Echeverría Categoría Ensayo                    | “Déjennos pasar”, del escritor Guillermo Acuña |
| Mención Honorífica Premio Nacional de Literatura Aquileo J. Echeverría Categoría Ensayo | “Estudios de filosofía política”, del escritor Iván Villalobos |
| Premio Nacional de Literatura Aquileo J. Echeverría Categoría Novela                    | “El ojo del mundo”, del escritor Guillermo Fernández |
| Premio Nacional Luis Ferrero Acosta de Investigación Cultural                           | de manera compartida a las obras: 1. “Biopoética de la adolescencia, Identidades, creencias, vínculos”, de Javier Tapia-Balladares y 2. “Después de los mitos la leyenda, Rafael Chávez Torres”, de Ligia María Rosales Chacón |
| Premio de Gestión y Promoción Cultural                                                  | Asociación Cultural Teatro Espressivo |
| Premio Nacional Joaquín García Monge de Comunicación Cultural                           | Doriam Díaz Matamoros |
| Premio Nacional de Periodismo Pío Víquez                                                | de manera compartida a Delfino.cr y al proyecto de verificación de datos Doble Check |
| Premio Nacional al Patrimonio Cultural Inmaterial Emilia Prieto                         | Cofradía Nuestra Señorita Virgen de Guadalupe de Nicoya |
| Premio Nacional Magón                                                                   | Isabel Campabadal Herrero. |

### Lista de Ganadores 2018[4]
| Categoría                                                                               | Ganador |
| --------------------------------------------------------------------------------------- | --- |
| Premio Nacional Francisco Amighetti de Artes Visuales Categoría Bidimensional           | Alejandro Villalobos por la exposición “Simplemente Paisaje” |
| Premio Nacional Francisco Amighetti de Artes Visuales Categoría Tridimensional          | Edgar Zúñiga por la exposición “Humanismo en el siglo XXI” |
| Premio Nacional Francisco Amighetti de Artes Visuales en Otras Categorías               | Priscilla Monge por el conjunto de obras presentadas en la exposición “Ejercicios de autonomía” |
| Mención Honorífica Premio Nacional Francisco Amighetti de Artes Visuales                | Honorio Cabraca Acosta por la exposición “Remembranzas” |
| Premio Nacional Amando Céspedes Marín Categoría Dirección                               | Iván Porras Meléndez por su largometraje de ficción “El baile de la Gacela” |
| Premio Nacional Amando Céspedes Marín Categoría Producción                              | a las series “San José de noche” y “Algunos Lugares” |
| Premio Nacional Amando Céspedes Marín Categoría Mejor Realización Conceptual            | Oscar Herrera de la serie “Algunos Lugares” |
| Mención Honorífica Premio Nacional Amando Céspedes Marín                                | “Nosotros las Piedras” por su propuesta de dirección de fotografía y “Hasta llegar al Alba” por su propuesta de tratamiento estético. |
| Premio Nacional de Danza Mireya Barboza Categoría Mejor Interpretación Escénica         | Wendy María Chinchilla Araya, por su trabajo en la coreografía “Irse” |
| Premio Nacional de Danza Mireya Barboza Categoría Mejor Dirección Coreográfica          | Gabriela Dörries Gigirey por su montaje coreográfico “Eein” |
| Premio Nacional de Danza Mireya Barboza Categoría Mejor Diseño Escenográfico            | Ana María Moreno Campos y Erick Cascante, por su trabajo en el espectáculo “Anansi, una Odisea Afro” |
| Mención Honorífica Premio Nacional de Danza Mireya Barboza                              | Esteban Chavarría “Jaguar” por su composición musical para el espectáculo “Anansi, una Odisea Afro” |
| Premio Nacional de Música Carlos Enrique Vargas Categoría Ejecución                     | José Arturo Chacón Granados por su interpretación del personaje en la ópera “Don Giovanni” |
| Premio Nacional de Música Carlos Enrique Vargas Categoría Dirección Musical             | Eddie Mora Bermúdez |
| Premio Nacional de Música Carlos Enrique Vargas Categoría Composición                   | José Mora Jiménez, por su obra “Tres piezas para ensamble” |
| Mención Honorífica Premio Nacional de Música Carlos Enrique Vargas                      | Andrés Soto Marín por su obra “Amalgama” |
| Premio Nacional de Teatro Ricardo Fernández Guardia Categoría Mejor Diseño              | Francesco Bracci Moreno, por la escenografía realizada en el espectáculo “La Construcción del Muro” y Andy Gamboa Arguedas y Fabio Pérez Solís, por el diseño de escenografía e iluminación del espectáculo “Obituario de una noche estrellada” |
| Premio Nacional de Teatro Ricardo Fernández Categoría Mejor Actuación                   | Tatiana Sobrado Lorenzo en el espectáculo “Caramelo” |
| Premio Nacional de Teatro Ricardo Fernández Categoría Mejor Dirección                   | de manera compartida a Roxana Ávila Harper por el espectáculo “Eurídice” y Anselmo Navarro Prados por el espectáculo “La Jaula: un viaje hacia la libertad”                                                                                     |
| Mención Honorífica Premio Nacional de Teatro Ricardo Fernández                          | Ilse Faith Vargas por su interpretación del personaje del espectáculo “Silencio de Trenes “ |
| Premio Nacional de Literatura Aquileo J. Echeverría Categoría Dramaturgia               | de manera compartida a las obras “Julius /Memorias de un juglar”, de Rubén Pagura Alegría y “Hogar, dulce hogar”, de Alejandra Marín Solera |
| Premio Nacional de Literatura Aquileo J. Echeverría Categoría Poesía                    | “El sol púrpura”, del escritor Alejandro Marín Solano |
| Mención Honorífica Premio Nacional de Literatura Aquileo J. Echeverría Categoría Cuento | de forma compartida a las obras “Los cerdos comen bellotas”, del escritor Cristopher Montero Corrales y a “La invención y el olvido”, del escritor Uriel Quesada                                                                                |
| Premio Nacional de Literatura Aquileo J. Echeverría Categoría Ensayo                    | “Rosa Luxemburgo, Utopía y vida cotidiana”, del escritor Rodrigo Quesada Monge |
| Premio Nacional de Literatura Aquileo J. Echeverría Categoría Novela                    | “Mierda”, de Carla Pravisani y “Maybe Managua”, de Catalina Murillo Valverde |
| Premio Nacional Luis Ferrero Acosta de Investigación Cultural                           | Gabriela Sáenz Shelby por la obra “El coleccionismo estatal de las artes visuales en Costa Rica y sus narrativas (1950-2006)” |
| Premio de Gestión y Promoción Cultural                                                  | Asociación Cultural El Guapinol |
| Mención Honorífica Premio de Gestión y Promoción Cultural                               | Asociación Patriótica Específica de Purral de Goicoechea |
| Premio Nacional Joaquín García Monge de Comunicación Cultural                           | Costa Rica Radio 101.5 FM del Sistema Nacional de Radio y Televisión SINART |
| Premio Nacional de Periodismo Pío Víquez                                                | en forma compartida al Semanario Universidad y al periodista José Eduardo Mora Mora |
| Mención Honorífica Premio Nacional de Periodismo Pío Víquez                             | Gustavo Adolfo Arias Retana, por la producción de #NOCOMACUENTO, a La Voz de Guanacaste y a la periodista Natalia Díaz Zeledón |
| Premio Nacional Magón                                                                   | José Sancho Benito, escultor |

### Lista de Ganadores 2017[5]
| Categoría                                                                               | Ganador |
| --------------------------------------------------------------------------------------- | --- |
| Premio Nacional Francisco Amighetti de Artes Visuales Categoría Bidimensional           | Guillermo Tovar por la exposición "Naturaleza Oculta: Obra Reciente" |
| Premio Nacional Francisco Amighetti de Artes Visuales Categoría Tridimensional          | Adrián Flores por la exposición "Ampliación del Campo de Batalla" |
| Premio Nacional Francisco Amighetti de Artes Visuales en Otras Categorías               | Diana Barquero por la exposición "Afectaciones de un Sujeto Matérico" |
| Premio Nacional Amando Céspedes Marín Categoría Producción                              | Alexandra Latishev por el filme "Medea" |
| Premio Nacional Amando Céspedes Marín Categoría Dirección                               | Alexandra Latishev por el filme "Medea" |
| Premio Nacional Amando Céspedes Marín Categoría Mejor Realización Conceptual            | Francisca Sáez Agurto por el trabajo fotográfico en el cortometraje "Selva" |
| Mención Honorífica Premio Nacional Amando Céspedes Marín                                | Liliana Biamonte y Eugenia Chaverri por su actuación en las producciones Medea y Violeta Al Fin                                                                                                   |
| Premio Nacional de Danza Mireya Barboza Categoría Mejor Interpretación Escénica         | Felipe Salazar Hidalgo por su trabajo en la coreografía "H" |
| Premio Nacional de Danza Mireya Barboza Categoría Mejor Dirección Coreográfica          | Jimmy Ortiz Chinchilla por la coreografía "H" |
| Premio Nacional de Danza Mireya Barboza Categoría Mejor Diseño Escenográfico            | Andy Gamboa y Fabio Pérez por su trabajo en "Diluvios…recuerdos de un migrante" |
| Premio Nacional de Música Carlos Enrique Vargas Categoría Ejecución                     | Cuarteto de Guitarras de Costa Rica |
| Premio Nacional de Música Carlos Enrique Vargas Categoría Dirección Musical             | Gabriela Mora Fallas, por el logro de ser la primera mujer costarricense en dirigir un Concierto de temporada Oficial de la Orquesta Sinfónica Nacional                                           |
| Premio Nacional de Música Carlos Enrique Vargas Categoría Composición                   | Carlos Castro Mora por la ópera "La Ruta de su Evasión" |
| Premio Nacional de Teatro Ricardo Fernández Guardia Categoría Dirección                 | Arnoldo Ramos Vargas Por el espectáculo "La Huída" |
| Premio Nacional de Teatro Ricardo Fernández Guardia Categoría Actuación                 | de modo compartiendo a Isabel Guzmán Payés por su personaje Velma Kelly en el Musical “Chicago” y Allan Castro Meneses por su desempeño como Trufaldino en “Arlequino, servidor de dos Patrones”. |
| Menciones de Honor Premio Nacional de Teatro Ricardo Fernández                          | Jennifer Barboza por su participación en “La Máquina de Abrazar” y Dinorah Alfaro por su participación en el espectáculo “La Huida”                                                               |
| Premio Nacional de Literatura Aquileo J. Echeverría Categoría Dramaturgia               | Desierto. |
| Premio Nacional de Literatura Aquileo J. Echeverría Categoría Poesía                    | compartido a “Prusia”, de Alfredo Trejos y a “El libro de la Dinastía de Bambú”, de José María Zontra                                                                                             |
| Mención Honorífica Premio Nacional de Literatura Aquileo J. Echeverría Categoría Cuento | “Anatomía comparada”, del escritor Guillermo Barquero |
| Premio Nacional de Literatura Aquileo J. Echeverría Categoría Ensayo                    | “La lucidez del miope”, del escritor Carlos Fonseca |
| Premio Nacional de Literatura Aquileo J. Echeverría Categoría Novela                    | “Mercurio en primavera”, del autor Byron Salas |
| Premio Nacional Luis Ferrero Acosta de Investigación Cultural                           | Juan Diego Quesada Pacheco por su obra “Gramática en la lengua garífuna” |
| Premio de Gestión y Promoción Cultural                                                  | Casa de Cultura de Mora |
| Premio Nacional Joaquín García Monge de Comunicación Cultural                           | Revista Literofilia.com / Literofilia Radio |
| Premio Nacional de Periodismo Pío Víquez                                                | CRHoy, a su directora, Silvia Ulloa y al periodista Michel Soto |
| Premio Nacional Magón                                                                   | José León Sánchez, con especial mención a sus obras “La isla de los hombres solos” y “Tenochtitlán”                                                                                               |

### Lista de Ganadores 2016[6]
| Categoría                                                                               | Ganador |
| --------------------------------------------------------------------------------------- | --- |
| Premio Nacional Francisco Amighetti de Artes Visuales Categoría Bidimensional           | José Alberto Hernández, por la exposición "capturas" |
| Premio Nacional Francisco Amighetti de Artes Visuales Categoría Tridimensional          | Desierto. |
| Premio Nacional Francisco Amighetti de Artes Visuales en Otras Categorías               | Rolando Castellón Alegría, por la exposición “HABITAT/OBRA VIVA” |
| Premio Nacional Amando Céspedes Marín Categoría Producción                              | a la obra “Tempo: La Orquesta Sinfónica Nacional” |
| Premio Nacional Amando Céspedes Marín Categoría Dirección                               | Ariel Escalante Meza, por su película “El Sonido de las Cosas”. |
| Premio Nacional Amando Céspedes Marín Categoría Mejor Realización Conceptual            | Nicolás Wong Díaz, por su aporte como Director de Fotografía en el largometraje “El Sonido de las Cosas”                                                                                    |
| Mención Honorífica Premio Nacional Amando Céspedes Marín                                | José Mario Quesada Abrahams, por la obra “Minuto Final”, los últimos momentos del Presidente Juanito Mora y a Gloriana Jiménez Díaz por el documental “Belleza”                             |
| Premio Nacional de Danza Mireya Barboza Categoría Mejor Interpretación Escénica         | Melissa Montero Ovares por su interpretación en las coreografías “Yo soy” y “Estados Alterados” y a Fabio Pérez Solís por su interpretación en “El 7” y “Cronología de una vida sin tiempo” |
| Premio Nacional de Danza Mireya Barboza Categoría Mejor Dirección Coreográfica          | Nandayure Harley Bolaños, por su obra “Estados Alterados” |
| Premio Nacional de Danza Mireya Barboza Categoría Mejor Diseño                          | Telémaco Martínez por su diseño de luces en el espectáculo “Antología” |
| Premio Nacional de Música Carlos Enrique Vargas Categoría Ejecución                     | Ernesto Rodríguez Montero |
| Premio Nacional de Música Carlos Enrique Vargas Categoría Composición                   | Vinicio Meza Solano por su obra: “Episodios para fagot y orquesta 2016” |
| Premio Nacional de Música Carlos Enrique Vargas Categoría Dirección                     | Alejandro Gutiérrez Mena |
| Premio Nacional de Teatro Ricardo Fernández Guardia Categoría Actuación                 | Ana Ulate Sancho por su trabajo en la obra “La ciudad sitiada” y Eder Porras Brenes por su actuación en la obra “Fragmentos”                                                                |
| Premio Nacional de Teatro Ricardo Fernández Guardia Categoría Diseño                    | Francisco Alpízar Córdoba por el diseño de vestuario la obra “Sueño de una noche de verano”, “La isla de los hombres solos” y “Don Juan”                                                    |
| Premio Nacional de Teatro Ricardo Fernández Guardia Categoría Dirección                 | Luis Carlos Vásquez Mazzilli por la obra “Sueño de una noche de noche de verano” |
| Premio Nacional de Literatura Aquileo J. Echeverría Categoría Dramaturgia               | Bryan Vindas Villareal por el libro “Tres pesadillas de un hombre con cabeza de gato” |
| Premio Nacional de Literatura Aquileo J. Echeverría Categoría Poesía                    | Mauricio Molina Delgado, por su libro “Treinta y seis daguerrotipos de Diotima desnuda” |
| Mención Honorífica Premio Nacional de Literatura Aquileo J. Echeverría Categoría Cuento | Arabella Salaverry, por su libro“Impúdicas” |
| Premio Nacional de Literatura Aquileo J. Echeverría Categoría Ensayo                    | Ana Lucía Fonseca, por su libro “Detrás del trono (un viaje filosófico por el pecado, el delito y la culpa)”                                                                                |
| Premio Nacional de Literatura Aquileo J. Echeverría Categoría Novela                    | Luis Diego Guillén, por su libro “La alquimia de la bestia” |
| Premio Nacional Luis Ferrero Acosta de Investigación Cultural                           | Iván Molina Jiménez, por su libro “La educación en Costa Rica de la época colonial al presente”                                                                                             |
| Premio de Gestión y Promoción Cultural                                                  | Asociación Cultural Amubis |
| Premio Nacional Joaquín García Monge de Comunicación Cultural                           | Natalia Rodríguez Mata |
| Premio Nacional de Periodismo Pío Víquez                                                | Desierto. |
| Premio Nacional Magón                                                                   | Juan Jaramillo Antillón, médico cirujano, filósofo y humanista. |

### Lista de Ganadores 2015[7]
| Categoría                                                                               | Ganador |
| --------------------------------------------------------------------------------------- | --- |
| Premio Nacional de Comunicación Cultural Joaquín García Monge                           | Henry Bastos Ulate |
| Premio Nacional de Gestión y Promoción Cultural                                         | Andrés Fernández Ramírez |
| Premio Nacional de Periodismo Pío Víquez                                                | María Isabel Sánchez Reyes, periodista |
| Premio Nacional de Investigación Cultural Luis Ferrero Acosta                           | David Díaz Arias, historiador |
| Premio Nacional Francisco Amighetti de Artes Visuales Categoría Bidimensional           | Marcia Salas Vargas, por la exposición “Pecado Original” |
| Premio Nacional Francisco Amighetti de Artes Visuales Categoría Tridimensional          | Manuel Vargas Murillo, por su exposición “Las cholas” |
| Premio Nacional Francisco Amighetti de Artes Visuales en Otras Categorías               | Roberto Guerrero Miranda, por la exposición “Vergüenza Ajena” |
| Premio Nacional Amando Céspedes Marín Categoría Producción                              | Ernesto y Antonio Jara Vargas por el largometraje documental “El codo del diablo” |
| Premio Nacional Amando Céspedes Marín Categoría Realización Conceptual                  | José Miguel González por el largometraje de ficción “Espejismo” |
| Premio Nacional Amando Céspedes Marín Categoría Dirección                               | Esteban Ramírez por el largometraje de ficción “Presos” |
| Mención Honorífica Premio Nacional Amando Céspedes Marín                                | “Dos aguas” de Patricia Velásquez |
| Premio Nacional de Música Carlos Enrique Vargas Categoría Dirección                     | Irwin Hoffman por la interpretación de las obras “Obertura Romeo y Julieta” de Tchaikosky; y “Gran Pascua Rusa” de Nicolai Rimski-Kórsakov |
| Premio Nacional de Música Carlos Enrique Vargas Categoría Composición                   | Edín Solís, por su obra, “Preciosa y el aire para dos guitarras y Orquesta Sinfónica” |
| Premio Nacional de Música Carlos Enrique Vargas Categoría Ejecución                     | Manuel Matarrita Venegas |
| Premio Nacional de Danza Mireya Barboza Categoría Mejor Intérprete                      | Laura Murillo, por sus interpretaciones en las coreografías “Piscis”, “Tlalli” y “Taciturno” |
| Premio Nacional de Danza Mireya Barboza Categoría Mejor Coreografía                     | Yul Gatgens, por la obra “Paloma” dentro del espectáculo “Septo” |
| Premio Nacional de Danza Mireya Barboza Categoría Mejor Diseño                          | Ana María Moreno, por el diseño de la coreografía “Toc-toc…una mirada al revés” |
| Premio Nacional de Teatro Ricardo Fernández Guardia Categoría Actuación                 | Melvin Jiménez por su actuación en la obra, “Ñaque o de piojos” y a los actores del Grupo Teatro del Público |
| Premio Nacional de Teatro Ricardo Fernández Guardia Categoría Dirección                 | en forma compartida a: Natalia Meriño Quirós del Carmen Teatro, por la obra, “Viola (1234)” y a Fabián Sales Radesca, por la obra “ Algo de Ricardo” |
| Premio Nacional de Teatro Ricardo Fernández Guardia Categoría Diseño de Vestuario       | Rolando Trejos Solano, por el diseño en el vestuario de las obras, “La Segua” de la Compañía Nacional de Teatro; “Esperando a Godot” de la Compañía Nacional de Teatro y el Grupo Grono; El proceso del Teatro Universitario y la Compañía Nacional de Teatro.           |
| Premio Nacional de Literatura Aquileo J. Echeverría Categoría Cuento                    | Diego Van Der Laat, por su obra Reparticiones |
| Premio Nacional de Literatura Aquileo J. Echeverría Categoría Novela                    | Alí Víquez Jiménez, por su obra El fuego cuando te quema |
| Mención Honorífica Premio Nacional de Literatura Aquileo J. Echeverría Categoría Poesía | Paola Valverde Alier, por su obra BARtender |
| Premio Nacional de Literatura Aquileo J. Echeverría Categoría Ensayo                    | de forma compartida, a Carlos Cortés Zúñiga, por la obra La tradición del presente. El fin de la literatura universal y la narrativa latinoamericana, y a Rodrigo Quesada Monge, por la obra La lógica de la nostalgia (imperial). Literatura y política en el siglo XX. |
| Premio Nacional de Literatura Aquileo J. Echeverría Categoría Teatro                    | Declarado desierto por el jurado |
| Premio Nacional Patrimonio Cultural Inmaterial Emilia Prieto Tugores                    | María Mayela Padilla Monge |
| Premio Nacional Magón                                                                   | Ronald Bonilla Carvajal, escritor |

### Lista de Ganadores 2014[8]
| Categoría                                               | Ganador |
| ------------------------------------------------------- | --- |
| Premio Nacional Magón                                   | Miguel Ángel Quesada Pacheco                                                                                           |
| Premio Nacional Pío Víquez                              | compartido Rodrigo Montenegro, Marco Monge y Teresita Chavarría, fotoperiodistas.                                      |
| Premio Nacional Joaquín García Monge                    | Arnoldo Mora Rodríguez, filósofo y catedrático universitario                                                           |
| Premio Mérito Civil Antonio Obando Chan                 | Fernando Solano Ortega, educador                                                                                       |
| Premio Aquileo J. Echeverría en Novela                  | Cirus Piedra, por “El diminuto corazón de la iguana”.                                                                  |
| Premio Aquileo J. Echeverría en Cuento                  | Karla Sterloff, por “La mordiente”.                                                                                    |
| Premio Aquileo J. Echeverría en Poesía                  | Esteban Ureña por “Minutos después del accidente”.                                                                     |
| Premio Aquileo J. Echeverría en Libro no ubicable       | Percy Denyer y Walter Moreno, por “Cartografía geológica de la Península de Nicoya, Costa Rica”                        |
| Premio Aquileo J. Echeverría en Historia                | George García por “Formación de clase media en Costa Rica. Economía, sociabilidades y discursos políticos (1890-1950)” |
| Premio Aquileo J. Echeverría en Ensayo                  | María José Monge por “Juego Sucio”, sobre el artista visual José Miguel Rojas                                          |
| Premio Nacional de Música a la Mejor Cantante           | Íride Martínez |
| Premio Aquileo J. Echeverría en Música en Composición   | Alejandro Cardona, por “Cuentos enterrados”, concierto para violonchelo                                                |
| Premio Nacional de Teatro al Mejor Actor Protagónico    | Javier Montenegro, por “Amadeus”.                                                                                      |
| Premio Nacional de Teatro a la Mejor Actriz Protagónica | Ana Istarú por “Virus”                                                                                                 |
| Premio Nacional de Teatro al Mejor Actor de Reparto     | Winston Washington, por “Desaire de elevadores”                                                                        |
| Premio Nacional de Teatro a la Mejor Actriz de Reparto  | María Chávez y Tatiana Chávez, por “La bruta espera”                                                                   |
| Premio Nacional al Mejor Director                       | Gustavo Monge, por “Desaire de elevadores”                                                                             |
| Premio Nacional de Teatro al Mejor Grupo                | Teatro La Maga |
| Premio Nacional de Teatro de Escenografía               | Olger Torres por “La casa de Bernarda Alba”                                                                            |
| Premio Aquileo J. Echeverría de Artes (escultura)       | Aquiles Jiménez por “Aquiles, escultor”                                                                                |
| Premio Aquileo J. Echeverría en artes (pintura):        | compartido Gerardo González, por “Bosque adentro, y José Miguel Rojas, por “Juego sucio”                               |
| Premio Aquileo J. Echeverría en Dramaturgia             | Melvin Méndez por “Ya lo pasado, pasado” y “Emergencia en el Castillo Azul”                                            |
| Premio Nacional de Danza Mejor Grupo                    | Colectivo Clá |
| Premio Nacional de Danza Mejor Intérprete femenina      | Estefanía Dondi |
| Premio Nacional de Danza de mejor coreografía           | Vicky Cortés, por “Margarita”                                                                                          |
| Mención Honorífica en Danza                             | Karlton Lacey por desempeño en el Festival de coreógrafos Graciela Moreno                                              |

### Lista de Ganadores 2013[9]
| Categoría                                                   | Ganador |
| ----------------------------------------------------------- | --- |
| Premio Nacional Magón                                       | Julieta Dobles |
| Premio Nacional Pío Víquez (periodismo)                     | Marcelo Castro |
| Premio Nacional Joaquín García Monge (divulgación cultural) | Punto y Coma, UNED |
| Premio Nacional Clodomiro Picado Twight en Ciencias         | Jasson Vindas Díaz (Matemático) |
| Premio Nacional Clodomiro Picado Twight en Tecnología       | Carlos Rodríguez |
| Premio Nacional de Danza Mejor Intérprete                   | Adrián Figueroa |
| Premio Nacional de Danza Mejor Coreografía                  | Cuerpo translúcido, Pepe Hevia |
| Premio Nacional de Danza Mejor Grupo                        | Compañía de Cámara Danza, Universidad Nacional de Costa Rica |
| Premio Nacional de música para mejor grupo de cámara        | Syntagma Musicum |
| Premio Aquileo J. Echeverría en Música (Composición)        | Sergio Weisengrund |
| Premio Aquileo J. Echeverría en Novela                      | Guirnaldas (bajo tierra), Rodolfo Arias Formoso, y Crimen con sonrisa, Mirta González Suárez |
| Premio Aquileo J. Echeverría en Cuento                      | Tu nombre será borrado del mundo, Guillermo Fernández |
| Premio Aquileo J. Echeverría en Poesía                      | La canción del oficio, Osvaldo Sauma y Gramática del sueño, Diana Ávila |
| Premio Aquileo J. Echeverría en Libro no ubicable           | Antropología y la autoproducción humana, de Helio Gallardo y Los amigos venían del sur, José Picado Lagos                                                                                           |
| Premio Aquileo J. Echeverría en Historia                    | Memoria descartada y sufrimiento invisibilizado: la violencia política de los años 40 vista desde el Hospital Psiquiátrico, Manuel Solís y Locura y género en Costa Rica: 1910-1950 Mercedes Flores |
| Premio Aquileo J. Echeverría en Ensayo                      | Soraya de Persia, Anabelle Contreras y Escrituras del yo femenino en Centroamérica: 1940- 2002, Teresa Fallas.                                                                                      |
| Premio Nacional de Teatro Actor protagónico                 | Oscar Castillo por "El Rey Lear". |
| Premio Nacional de Teatro Actriz protagónica                | Natalia Regidor por "La llamada de Lauren". |
| Premio Nacional de Teatro Actor de reparto                  | Sergio Masís por "Y mi papá era comunista". |
| Premio Nacional de Teatro Actriz de reparto                 | Natalia Arias por "Cuerpo de prueba". |
| Premio Nacional de Teatro Dirección                         | Fernando Vinocour por "Quadrivium-Cuerpo de Prueba". |
| Premio Nacional de Teatro Mejor agrupación                  | Grupo Guiñol por su constante y consistente exploración escénica y por una búsqueda sincera y arriesgada de lenguajes escénicos propios.                                                            |
| Premio Nacional de Teatro Escenografía                      | Mariela Richmond por "Decir sí-Decir no". |
| Premio Nacional de Teatro Dramaturgia                       | María Silva por "Soledad, ¿quién te acompaña?". |

### Lista de Ganadores 2012
| Categoría                                                   | Ganador |
| ----------------------------------------------------------- | --- |
| Premio Nacional Magón                                       | Yadira Calvo Fajardo                                                                                        |
| Premio Nacional Pío Víquez (periodismo)                     | Giannina Segnini Picado                                                                                     |
| Premio Nacional Joaquín García Monge (divulgación cultural) | Informe 11 - Las Historias                                                                                  |
| Premio Nacional Clodomiro Picado Twight en Ciencias         | Steve Quirós Barrantes                                                                                      |
| Premio Nacional Clodomiro Picado Twight en Tecnología       | Sergio Madrigal Carballo y Sindy Chaves Noguera                                                             |
| Premio Nacional al Mérito Civil                             | Armando Flores y Juan Rafael Cortés Alfaro                                                                  |
| Premio Nacional de Danza Mejor Intérprete                   | Natalia Herra                                                                                               |
| Premio Nacional de Danza Mejor Coreografía                  | Henriette Borbón                                                                                            |
| Premio Nacional de Danza Mejor Grupo                        | UNA Danza Joven                                                                                             |
| Premio Nacional de Música                                   | Mauricio Páez, María Lourdes Lobo, Jorge Rodríguez Herrera, Álvaro González, Guido Calvo y Manuel Matarrita |

### Lista de Ganadores 2011
| Categoría                                                   | Ganador                                              |
| ----------------------------------------------------------- | ---------------------------------------------------- |
| Premio Nacional Magón                                       | Rogelio López y Rodrigo Gámez                        |
| Premio Nacional Pío Víquez (periodismo)                     | Alberto Cañas Escalante                              |
| Premio Nacional Joaquín García Monge (divulgación cultural) | Canal 15                                             |
| Premio Nacional Clodomiro Picado Twight en Ciencias         | Carlos Santamaría                                    |
| Premio Nacional Clodomiro Picado Twight en Tecnología       | Pablo Sobrado                                        |
| Premio Nacional de Danza Mejor Intérprete                   | José Raúl Martínez                                   |
| Premio Nacional de Danza Mejor Coreografía                  | Hazel González, Gustavo Hernández y Antonio Corrales |
| Premio Nacional de Danza Mejor Grupo                        | Las Hijas de Otro                                    |
| Premio Nacional de Música                                   | Coro Sinfónico Nacional y Vinicio Meza               |
| Premio Nacional de Teatro Mejor Grupo                       | Grupo Sotavento                                      |

### Lista de Ganadores 2010[10]
| Categoría                                                          | Ganador                                           |
| ------------------------------------------------------------------ | ------------------------------------------------- |
| Premio Nacional Magón                                              | Ólger Villegas                                    |
| Premio Nacional Pío Víquez (periodismo)                            | Gerardo Chavarría Vega                            |
| Premio Nacional Joaquín García Monge (divulgación cultural)        | Fabio Muñoz                                       |
| Premio Nacional Clodomiro Picado Twight en Ciencias                | Adrián Pinto                                      |
| Premio Nacional Clodomiro Picado Twight en Tecnología              | Juan Chaves Noguera                               |
| Premio Nacional Aquileo J. Echeverría Categoría Teatro-Dramaturgia | Arnoldo Ramos Vargas                              |
| Premio Nacional de Cultura Popular Tradicional                     | Ligia Torijano y Manuel Monestel                  |
| Premio Nacional de Danza Mejor Intérprete                          | Elián López                                       |
| Premio Nacional de Danza Mejor Coreografía                         | Compañía Nacional de Danza                        |
| Premio Nacional de Danza Mejor Grupo                               | Ballet Juvenil Costarricense                      |
| Premio Nacional de Música                                          | Ernesto Rodríguez                                 |
| Premio Nacional al Mérito civil                                    | Leonardo Mata Jiménez y Florentino Cordero Chaves |

### Lista de Ganadores 2009
| Categoría                                                        | Ganador                                                            |
| ---------------------------------------------------------------- | ------------------------------------------------------------------ |
| Premio Nacional Magón                                            | Virginia Pérez-Ratton                                              |
| Premio Nacional Pío Víquez (periodismo)                          | Cristian Cambronero (Periodista)                                   |
| Premio Nacional Joaquín García Monge (divulgación cultural)      | Evelyn Ugalde                                                      |
| Premio Nacional Clodomiro Picado Twight en Ciencias              | Esteban Gazel                                                      |
| Premio Nacional Clodomiro Picado Twight en Tecnología            | Guillermo León                                                     |
| Premio Nacional de Cultura Popular Tradicional                   | Sigifredo Garro Cordero                                            |
| Premio Nacional de Danza Mejor Intérprete                        | Ivonne Durán y Omaris Mariñas                                      |
| Premio Nacional de Danza Mejor Coreografía                       | La Avenida de Gustavo Vargas                                       |
| Premio Nacional de Danza Mejor Grupo                             | Los que somos y Danza Abierta                                      |
| Premio Nacional de Música                                        | Grupo de Música Antigua Ganassi y Ensamble de Percusión Costa Rica |
| Premio Aquileo J. Echeverría en Música (Composición) Otto Castro | Obra "Cantos de La Llorona" para Música Antigua y Electrónica.     |
| Premio Nacional de teatro Mejor Grupo Teatral                    | Grupo La Tea                                                       |

### Lista de Ganadores 2008
| Categoría                                                     | Ganador                                         |
| ------------------------------------------------------------- | ----------------------------------------------- |
| Premio Nacional Magón                                         | Rafael Ángel García                             |
| Premio Nacional Pío Víquez (periodismo)                       | Marjorie Ross González                          |
| Premio Nacional Joaquín García Monge (divulgación cultural)   | Jacques Sagot                                   |
| Premio Nacional Clodomiro Picado Twight en Ciencias           | Jorge A. Amador Astúa                           |
| Premio Nacional Clodomiro Picado Twight en Tecnología         | Primo Luis Chavarría Córdoba                    |
| Premio Nacional de Teatro Aquileo J. Echeverría (dramaturgia) | Jorge Arroyo por La Romería                     |
| Premio Nacional de Cultura Popular Tradicional                | Guillermo Martínez Solano                       |
| Premio Nacional de Danza Mejor Intérprete                     | Carlos Caballero                                |
| Premio Nacional de Danza Mejor Coreografía                    | Punto ciego de Francisco Centeno                |
| Premio Nacional de Danza Mejor Grupo                          | Compañía de Cámara de Danza de la UNA           |
| Premio Nacional de Teatro Mejor Grupo                         | Teatro Girasol de la UCR                        |
| Premio Nacional de Música                                     | Jacques Sagot                                   |
| Premio Nacional al Mérito Civil Antonio Obando Chang          | Cristián Sanabria Jiménez y José Arias Madrigal |

### Lista de Ganadores 2007
| Categoría                                                   | Ganador                                                |
| ----------------------------------------------------------- | ------------------------------------------------------ |
| Premio Nacional Magón                                       | María Eugenia Dengo                                    |
| Premio Nacional Pío Víquez (periodismo)                     | Rodrigo Calvo Castro                                   |
| Premio Nacional Joaquín García Monge (divulgación cultural) | Programa de Producción Material Audiovisual de la UNED |
| Premio Nacional Clodomiro Picado Twight en Ciencias         | Felipe E. Mora Bermúdez                                |
| Premio Nacional Clodomiro Picado Twight en Tecnología       | desierto                                               |
| Premio Nacional de Cultura Popular Tradicional              | Edgar Cerdas Rojas                                     |
| Premio Nacional de Danza Mejor Intérprete                   | Elián López                                            |
| Premio Nacional de Danza Mejor Coreografía                  | Sueños Cortados                                        |
| Premio Nacional de Danza Mejor Grupo                        | Metamorfosis                                           |
| Premio Nacional de Música                                   | El Café Chorale                                        |

### Lista de Ganadores 2005
| Categoría                                                   | Ganador                                                                    |
| ----------------------------------------------------------- | -------------------------------------------------------------------------- |
| Premio Nacional Magón                                       | Laureano Albán Rivas                                                       |
| Premio Nacional Pío Víquez (periodismo)                     | Laura Martínez                                                             |
| Premio Nacional Joaquín García Monge (divulgación cultural) | Nelson Flores Sosa                                                         |
| Premio Nacional Clodomiro Picado Twight en Ciencias         | Jorge A. Cabezas Pizarro                                                   |
| Premio Nacional Clodomiro Picado Twight en Tecnología       | desierto                                                                   |
| Premio Nacional de Cultura Popular Tradicional              | Mario Hernández Mora                                                       |
| Premio Nacional de Danza Mejor Intérprete                   | Melissa Rivera                                                             |
| Premio Nacional de Danza Mejor Coreografía                  | Luz Negra de Humberto Canessa                                              |
| Premio Nacional de Danza Mejor Grupo                        | Compañía de Danza Universitaria de la Universidad de Costa Rica            |
| Premio Nacional de Música                                   | Zamira Barquero                                                            |
| Premio Nacional al Mérito Civil Antonio Obando Chang        | María Elena Díaz Garita, Patricia Vargas Portilla y Mayra Mercado González |

| Categoría                                                   | Ganador                                        |
| ----------------------------------------------------------- | ---------------------------------------------- |
| Premio Nacional Magón                                       | Eugenio Rodríguez Vega                         |
| Premio Nacional Pío Víquez (periodismo)                     | Julio Rodríguez Bolaños                        |
| Premio Nacional Joaquín García Monge (divulgación cultural) | Manuel Delgado                                 |
| Premio Nacional Clodomiro Picado Twight en Ciencias         | Wilbert Phillips Mora                          |
| Premio Nacional Clodomiro Picado Twight en Tecnología       | Álvaro Mata Chavarría                          |
| Premio Nacional de Cultura Popular Tradicional              | Lía Bonilla Chavarría                          |
| Premio Nacional de Danza Mejor Intérprete                   | Wendy Chinchilla                               |
| Premio Nacional de Danza Mejor Coreografía                  | Hazle González                                 |
| Premio Nacional de Danza Mejor Grupo                        | CONDANZA                                       |
| Premio Nacional de Música                                   | Patricia Valverde y Jorge Carmona (Dúo Vargas) |

### Lista de Ganadores 2004
| Categoría                                        | Ganador                 |
| ------------------------------------------------ | ----------------------- |
| Premio Nacional Aquileo J. Echeverría en Pintura | Herberth Bolaños Rivera |